# Roger Claeys
Roger Claeys, né le 6 mars 1924 à Sint-Michiels, aujourd'hui une section de la ville de Bruges, et mort le 20 janvier 2016, est un joueur de football belge qui évoluait comme milieu de terrain. Il joue presque toute sa carrière au Cercle de Bruges, dont il est longtemps capitaine. Il est toujours en 2012 le cinquième joueur à avoir disputé le plus de matches sous le maillot brugeois. 

## Biographie
Roger Claeys naît le 6 mars 1924 à Sint-Michiels, près de Bruges. Dès son plus jeune âge il rejoint les rangs du Cercle de Bruges, où il joue dans les différentes catégories de jeunes. Il est appelé pour la première fois en équipe première le 14 septembre 1941 pour un match à domicile face au Lierse. Il fait ensuite quelques apparitions ponctuelles durant les trois saisons jouées pendant la guerre, avec comme point d'orgue une victoire 2-7 sur le terrain du Standard de Liège. Il inscrit son premier but officiel au cours de ce match, où il est également l'opposant direct de Jean Capelle, son idole de jeunesse. S'il joue assez peu durant ces premières années, c'est notamment à cause de restrictions imposées par le directeur de son établissement scolaire, qui n'apprécie pas beaucoup le football, jugé trop « brutal ». Il n'est autorisé à signer son affiliation définitive comme joueur du Cercle qu'après avoir obtenu de bons résultats en cours.
Une fois la Seconde Guerre mondiale et ses études terminées, Roger Claeys devient un titulaire indiscutable dans le milieu de terrain brugeois, et joue quasiment tous les matches. Malgré la relégation en deuxième division en 1946, il ne quitte pas l'équipe, et en devient ensuite le capitaine. Pratiquement jamais blessé, il peut se consacrer au football grâce à son épouse, qui gère la boucherie familiale quand il doit jouer un match ou participer à un entraînement. Précis dans ses passes, il est le principal pourvoyeur de ballons pour le buteur maison Marcel Pertry, le meilleur buteur de l'Histoire du Cercle.
Lorsque le Cercle est relégué en troisième division en 1952, il emmène l'équipe dans la lutte pour la remontée au niveau supérieur. Il met quatre ans à y parvenir, et après une dernière saison en Division 2, il quitte le Cercle en 1957 pour devenir joueur-entraîneur au SK Roulers. Il occupe cette fonction durant deux ans, mais il éprouve de plus en plus de difficultés à combiner les deux positions avec son travail de boucher. Lorsque sa femme tombe enceinte en 1959, il décide d'arrêter sa carrière et quitte définitivement le milieu du football.

## Palmarès
- 1 fois champion de Division 3 en 1956

## Statistiques
| Saison                | Club                  | Championnat           | Championnat | Championnat | Coupe(s) nationale(s) | Coupe(s) nationale(s) | Total | Total |
| Saison                | Club                  | Division              | M.          | B.          | M.                    | B.                    | M.    | B.    |
| 1941-1942             | Cercle Bruges KSV     | Division 1            | 9           | 0           | 0                     | 0                     | 9     | 0     |
| 1942-1943             | Cercle Bruges KSV     | Division 1            | 2           | 0           | 0                     | 0                     | 2     | 0     |
| 1943-1944             | Cercle Bruges KSV     | Division 1            | 8           | 1           | 0                     | 0                     | 8     | 1     |
| 1945-1946             | Cercle Bruges KSV     | Division 1            | 33          | 12          | 0                     | 0                     | 33    | 12    |
| 1946-1947             | Cercle Bruges KSV     | Division 2            | 28          | 8           | 0                     | 0                     | 28    | 8     |
| 1947-1948             | Cercle Bruges KSV     | Division 2            | 29          | 10          | 0                     | 0                     | 29    | 10    |
| 1948-1949             | Cercle Bruges KSV     | Division 2            | 29          | 1           | 0                     | 0                     | 29    | 1     |
| 1949-1950             | Cercle Bruges KSV     | Division 2            | 30          | 3           | 0                     | 0                     | 30    | 3     |
| 1950-1951             | Cercle Bruges KSV     | Division 2            | 27          | 2           | 0                     | 0                     | 27    | 2     |
| 1951-1952             | Cercle Bruges KSV     | Division 2            | 20          | 1           | 0                     | 0                     | 20    | 1     |
| 1952-1953             | Cercle Bruges KSV     | Division 3            | 30          | 2           | 0                     | 0                     | 30    | 2     |
| 1953-1954             | Cercle Bruges KSV     | Division 3            | 29          | 3           | 2                     | 0                     | 31    | 3     |
| 1954-1955             | Cercle Bruges KSV     | Division 3            | 25          | 2           | 4                     | 2                     | 29    | 4     |
| 1955-1956             | Cercle Bruges KSV     | Division 3            | 29          | 1           | 2                     | 0                     | 31    | 1     |
| 1956-1957             | Cercle Bruges KSV     | Division 2            | 26          | 0           | 0                     | 0                     | 26    | 0     |
| Sous-total            | Sous-total            | Sous-total            | 354         | 46          | 8                     | 2                     | 362   | 48    |
| 1957-1958             | KSK Roulers           | Provinciales          | -           | -           | -                     | -                     | 0     | 0     |
| 1958-1959             | KSK Roulers           | Provinciales          | -           | -           | -                     | -                     | 0     | 0     |
| Sous-total            | Sous-total            | Sous-total            | -           | -           | -                     | -                     | 0     | 0     |
| Total sur la carrière | Total sur la carrière | Total sur la carrière | 354         | 46          | 8                     | 2                     | 362   | 48    |

### Sources et liens externes
- (nl) Fiche du joueur sur Cercle Museum